# Bruno Giacomelli
Bruno Giacomelli (Brescia, Italija, 10. rujna 1952.) je bivši talijanski vozač automobilističkih utrka. 
Godine 1975. osvojio je naslov prvaka u Formula Italia prvenstvu ispred Riccarda Patresea, a 1976. naslov u Britanskoj Formuli 3 u momčadi March Engineering. U Europskoj Formuli 2 je nastupao 1977. i 1978. U prvoj sezoni je s tri pobjede osvojio ukupno 32 boda i četvrto mjesto u konačnom poretku vozača, dok je sljedeće 1978. s osam pobjeda u dvanaest utrka, osvojio naslov prvaka.
U Formuli 1 je povremeno nastupao od 1977. do 1979., a 1980. je odvezao prvu punu sezonu za Alfa Romeo, gdje je na Velikoj nagradi Argentine stigao i do prvih bodova. Najbolji rezultat je ostvario na Velikoj nagradi Las Vegasa 1981. kad je osvojio treće mjesto. Posljednje bodove osvojio je na Velikoj nagradi Europe 1983. u Tolemanu, da bi se nakon toga povukao iz Formule 1. Ponovo se vratio 1990. vozeći za jednu od najlošijih momčadi u povijesti Formule 1 - Life, gdje se u 12 grand prix vikenda niti jednom nije uspio kvalificirati za utrku. 
Na 24 sata Le Mansa je vozio tri puta od 1988. do 1990., a najbolji plasman je ostvario na prvom nastupu, kada je sa suvozačima Kunimitsuom Takahashijem i Hidekijem Okadom u Porscheu 962 CK6, osvojio deveto mjesto. Na utrci 500 km Vallelunge je pobijedio 1979. u BMW-u 3.0 CSL, dok je na utrci 1000 km Fujija slavio 1988. još jednom u Porscheu 962 CK6.

## Vanjske poveznice
- Bruno Giacomelli - Driver Database
- Bruno Giacomelli - Stats F1
- All Results of Bruno Giacomelli - Racing Sports Cars